# Archidiecezja Hamburga

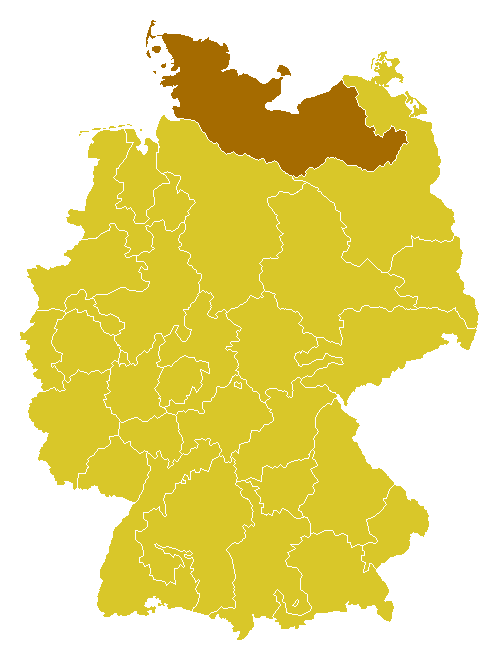
Obecne granice archidiecezji Hamburga

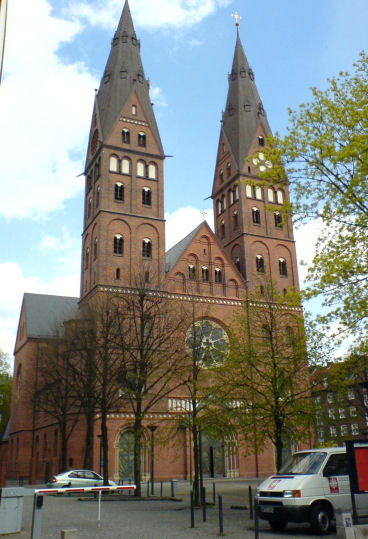
Nowa Katedra Mariacka w Hamburgu

Archidiecezja Hamburga (łac. Archidioecesis Hamburgensis) – katolicka archidiecezja niemiecka położona w północnej części kraju, obejmująca swoim zasięgiem terytoria dwóch landów: Hamburg, Szlezwik-Holsztyn i część Meklemburgii-Pomorza Przedniego. Siedziba arcybiskupa znajduje się w katedrze Mariackiej w Hamburgu.

## Historia
Pierwszy kościół na terenie obecnej archidiecezji powstał w 810 i został ufundowany przez cesarza Karola Wielkiego. Parafia hamburska była wyjęta spod jurysdykcji sąsiednich diecezji i podlegała wprost Stolicy Apostolskiej. Cesarz Ludwik Pobożny w 831 utworzył archidiecezję Hamburga, która została potwierdzona przez papieża Grzegorza IV.
Po najeździe wikingów w 845 i splądrowaniu miasta połączono archidiecezję Hamburga z diecezją Bremy, tworząc archidiecezję Bremy-Hamburga. Siedzibę arcybiskupa przeniesiono do Bremy. W Hamburgu wybudowano konkatedrę.
W czasie reformacji archidiecezja została całkowicie zniszczona. W wyniku pokoju westfalskiego (1648) archidiecezję oficjalnie zniesiono. Katolicy podlegali Apostolskiemu Wikariatowi Północy (przekształcony w diecezję Osnabrücku).
Archidiecezja Hamburga została ponownie erygowana przez papieża Jana Pawła II 7 stycznia 1995 na mocy konstytucji apostolskiej Omnium Christifidelium z 24 października 1994. Utworzono ją z większej części diecezji Osnabrück (łącznie z Urzędem Biskupim w Schwerinie oraz kilku parafii diecezji Hildesheim).

## Biskupi
- Biskup diecezjalny: abp Stefan Heße
- Biskup pomocniczy: bp Horst Eberlein

## Podział administracyjny
Archidiecezja Hamburga składa się z 28 parafii, z czego: w Szlezwiku-Holsztynie 10, w Hamburgu 10, a w Meklemburgii - 8.

## Patron
- Św. Oskar – apostoł Skandynawii, ustanowiony listem apostolskim z 1 marca 1995 głównym patronem diecezji przez papieża Jana Pawła II